# Kernresonanzfluoreszenz
Kernresonanzfluoreszenz, oder Kernresonanzstreuung ist die Absorption eines Photons durch einen Atomkern gefolgt von  der spontanen Emission eines Photons. Ein Photon kann vom Kern nur absorbiert werden, wenn seine Energie der Differenz der Energien des Grundzustands und eines angeregten Zustands entspricht. Daher spricht man von resonanter Streuung. Wenn der Atomkern direkt in den Grundzustand zurückkehrt, dann hat das emittierte Photon die gleiche Energie wie das absorbierte.
Bei der Mößbauerspektroskopie wird die resonante Absorption von Photonen zur Messung der Aufspaltung von Kernniveaus verwendet. Während jedoch die Photonen zur Anregung der Kerne bei der Mößbauerspektroskopie aus einer radioaktiven Quelle stammen, verwendet man bei der Kernresonanzstreuung monochromatisierte Synchrotronstrahlung, woraus sich einige Vorteile ergeben (siehe unten).
Während man bei der Mößbauerspektroskopie ein Absorptionsspektrum aufnimmt, misst man bei der Kernresonanzstreuung die Zahl der gestreuten Photonen in Abhängigkeit von der Zeit. Man misst also im Zeitraum und nicht im Frequenzraum.
Die möglichen Streuprozesse lassen sich in kohärente und inkohärente Streuung einteilen.

## Kohärente Kernresonanzstreuung
Befindet sich der Kern nach Streuung des Photons in genau dem gleichen quantenmechanischen Zustand, so lässt sich bei mehreren vorhandenen Kernen nicht entscheiden, welcher Kern das Photon gestreut hat. Daher spricht man von kohärenter Streuung. 
Kohärente Streuung kann verwendet werden, um die Aufspaltung der Kernniveaus zu vermessen: nahe beieinander liegende Energieniveaus verursachen bei kohärenter Abstrahlung der Photonen messbare Quantenschwebungen. Man misst dabei meist in Vorwärtsrichtung des verwendeten Synchrotronstrahls, weshalb man auch von Nuclear Forward Scattering spricht.

## Inkohärente Kernresonanzstreuung
Unterscheidet sich der Endzustand nach der Streuung vom Anfangszustand vor der Streuung, so lässt sich feststellen, welcher Kern das Photon gestreut hat und die Kohärenz ist verloren. Meist geschieht dies bei Wechselwirkung des Kerns mit anderen Teilchen bei der Streuung (zum Beispiel Phononen), so dass inkohärente Kernresonanzstreuung meist auch inelastisch ist. 
Inkohärente elastische Kernresonanzstreuung ist jedoch auch möglich, und zwar wenn der Grundzustand des Kerns entartet ist. Zum Beispiel kann der Kern bei der Streuung einen Spin-Flip durchführen, dabei ändert sich die Energie nicht, der Endzustand unterscheidet sich aber vom Anfangszustand.
Inkohärente Kernresonanzstreuung kann wegen der Wechselwirkung mit Phononen verwendet werden um das Phononenspektrum zu messen. Dabei selektiert die Methode das Phononenspektrum eines Isotops in der Probe, da bei geeigneter Wahl der Photonenenergie nur die Kerne dieses einen Isotops angeregt werden können. Mittels inkohärenter Kernresonanzstreuung kann auch der Lamb-Mößbauer- bzw. der Debye-Waller-Faktor sehr präzise ermittelt werden.

## Vorteile der Kernresonanzstreuung gegenüber der Mößbauerspektroskopie
- Bei Kernresonanzstreuung wird kein radioaktives Mutternuklid benötigt, welches in den angeregten Zustand des zu untersuchenden Kern zerfällt, um Photonen geeigneter Energie zu erhalten. Es können daher viel mehr verschiedene Isotope untersucht werden als bei der Mößbauerspektroskopie.
- Die Energie monochromatisierter Synchrotronstrahlung lässt sich in einem viel größeren Bereich um die Kernresonanz durchfahren als dies bei der Mößbauerspektroskopie möglich ist.
- Da Synchrotronstrahlung polarisiert ist, lassen sich richtungsabhängige Messungen durchführen. Auch ist Synchrotronstrahlung meist gepulst, so dass Quantenschwebungen beobachtbar sind.